# Sabaudia
Sabaudia es una localidad y comune italiana de la provincia de Latina, región de Lacio, con 19.738 habitantes.

## Evolución demográfica
| Gráfica de evolución demográfica de Sabaudia entre 1861 y 2001 |
|                                                                |
| Fuente ISTAT - elaboración gráfica de Wikipedia                |

## Patrimonio
- Palacio de Correos de Sabaudia